# Passion (Dusapin)
Pour les articles homonymes, voir Passion.
Passion est un opéra du compositeur français Pascal Dusapin sur un livret écrit par lui-même et Rita de Letteriis, créé en 2008 à Aix-en-Provence. L'histoire est une revisite du mythe d'Orphée, inspirée de L'Orfeo de Claudio Monteverdi, en particulier autour de ses deux personnages, Orphée et Eurydice.

## Historique
Passion est une commande du Festival international d'art lyrique d'Aix-en-Provence proposée à Pascal Dusapin en 2005 par son directeur Stéphane Lissner. Pour son sixième opéra, le compositeur se charge d'écrire le livret avec l'aide de Rita de Letteriis.
Passion est créé le 29 juin 2008 durant Festival d'Aix-en-Provence au théâtre du Jeu de Paume sous la direction du chef d'orchestre français Franck Ollu avec l'Ensemble Modern et mis en scène par Giuseppe Frigeni. La mise en scène de cette création présente un décor unique gris et fait peu se déplacer les acteurs sur scène, comme recommandé par le compositeur au travers d'« esquisses des déplacements des chanteurs sur scène » écrites pendant la composition.
En 2010, Passion connaît sa troisième production, cette fois-ci au théâtre des Champs-Élysées à Paris en co-production avec l'Opéra de Lille et La Monnaie de Bruxelles, dirigée par le même chef d'orchestre mais avec le Vocalconsort de Berlin et mise en scène par Sasha Waltz. L'opéra est repris en 2012 à La Monnaie. Cette version de la mise en scène inclut notamment une chorégraphie de danse autour des deux personnages, interagissant également avec eux. Contrairement à la mise en scène sobre de la création, celle-ci se veut davantage expressionniste. L'opéra est monté en Australie à Sydney au City Recital Hall, dirigé par Jack Symonds et mis en scène par Pierre Audi. Passion est produit au Music Theatre Wales en 2018, dirigé par Geoffrey Paterson, mis en scène par Michael McCarthy et chorégraphié par Caroline Finn, ce qui fait de Passion le premier opéra de Pascal Dusapin à être monté au Royaume-Uni.

## Description
Passion est un opéra en dix tableaux en langues italienne d'une durée d'environ une heure et trente minutes. La partition comporte en prime une partie électronique composée par informatique musicale et diffusée par des haut-parleurs dans la salle, qui sert parfois d'intermèdes et à relier les tableaux entre eux.
L'écriture de l'opéra trouve en partie son inspiration dramaturgique dans les ouvrages lyriques du compositeur baroque Claudio Monteverdi, et le compositeur lui fait même quelques brèves rappels stylistiques dans sa musique,. Pascal Dusapin affirme vouloir revisiter le mythe d'Orphée depuis son Orfeo, mais « presque à l’envers », puisque dans cette version, Eurydice refuse de remonter des Enfers avec Orphée. Par ailleurs, l'instrumentation commande l'usage d'un clavecin baroque à deux claviers et le compositeur admet que Passion est un opéra qui ressemble à la forme du madrigal, repérée également par la critique.

### Rôles
La distribution de Passion comprend les personnages suivants avec la tessiture qui leur associé et le créateur du rôle :
- Lei (Elle, en italien) : soprano, Barbara Hannigan ;
- Lui (Lui, en italien) : baryton, Georg Nigl.

Les voix comprennent également un ensemble de solistes, nommé diégétiquement « les autres » (Gli altri en italien), avec deux soprano, un contralto, un ténor, un baryton et une basse assuré lors de la création par l'Ensemble Musicatreize.

### Orchestration
L'orchestration de Passion comprend les instruments suivants :
- Vents : flûte, hautbois, cor anglais, clarinette, clarinette basse, basson ;
- cuivres : cor, trompette, trombone ;
- autre : harpe, oud, clavecin, synthétiseur ;
- cordes : violon, violon II, alto, violoncelle, contrebasse.

## Réception critique
L'opéra, lors de sa création en 2008, est jugé « éteint » par Télérama, qui considère que le nécessaire dramatique n'est pas atteint par le livret, et critique sa « préciosité », ironisant sur le titre de l'ouvrage par rapport au manque de passion que révèle la partition et l'œuvre en général,. Le Monde remarque et approuve la phrase de Franck Ollu dans le texte de programme lors de la nouvelle production de 2010 qui explique que cet « opéra de chambre » « fait le deuil de quelque chose », et que ce nouvel opéra diverge esthétiquement des cinq précédents ouvrages de Pascal Dusapin. Le livret est généralement considéré comme assez faible mais la musique plaît.

## Enregistrements
- Passion, Pascal Dusapin, Franck Ollu (dir.), Ensemble Modern, Keren Mosteri (Elle), Georg Nigl (Lui), Volcaconsort de Berlin. CD, 2020, Medien, EMCD-047 ; capté en février 2016 à Francfort-sur-le-Main[1].